# Anlaby
Anlaby är en ort i civil parish Anlaby with Anlaby Common, i distriktet East Riding of Yorkshire, i grevskapet East Riding of Yorkshire, i England. Anlaby var en civil parish 1866–1935 när blev den en del av Haltemprice och Sculcoates. Civil parish hade 1 734 invånare år 1931. Byn nämndes i Domedagsboken (Domesday Book) år 1086, och kallades då Umlouebi/Unlouebi.